# 横山水库 (吉水)
横山水库是中国江西省吉安市吉水县双村镇境内的一座水库，位于赣江水系住歧水支流上，建于1959年。水库正常库容为920万立方米，平均水深为7.30米，集雨面积为25平方千米，海拔为99米。